# Hunter (曲)
「Hunter」（ハンター）は、日本のダンス&ボーカルグループ・LIL LEAGUE from EXILE TRIBEの楽曲。2023年1月11日にデビューシングルとしてrhythm zoneから発売。

## 概要
- LIL LEAGUEのデビュー作。「CD+DVD」「CD ONLY」の2形態で発売。初回特典にはトレーディングカードを6種ランダム封入。全国CDショップでは「CD+DVD」購入特典としてエンブレムステッカー、「CD ONLY」購入特典としてチェキ風カード（6種ランダム）を配布[9]。
- CDには、表題曲を含む全3曲を収録。DVDには表題曲のMusic Video、カップリング曲のライブ映像を収録。
- 2022年11月20日から2023年1月15日まで、『LIL LEAGUE 武者修行 〜LIL CARAVAN〜』と題したリリースイベントを行った[10][11]。デビュー記念日となった発売日当日は、サンシャインシティの噴水広場でデビューイベントを行った[12]。
- 表題曲「Hunter」は、ドラマ『今夜すきやきだよ』の主題歌に起用され[13]、収録曲「Rollah Coaster - Re Recorded -」は、日本テレビ系列『それって!?実際どうなの課』2023年1月度エンディングテーマに起用された。
- 本作の発売を記念して、富士急ハイランドとのコラボレーションイベント『LIL LEAGUE IN FUJI-Q HIGHLAND』[14]、LIL LEAGUE×JOYSOUNDコラボキャンペーンが開催された[15]。

## 収録曲

### CD+DVD
CD
1. Hunter [3:46]
作詞：SHOKICHI・TOMMSE・ELIONE、作曲：Ava1anche・TOMMSE
  - テレビ東京ドラマ24『今夜すきやきだよ』エンディングテーマ
2. Rollah Coaster - Re Recorded - [3:07]
作詞：SHOKICHI・ELIONE、作曲：Chris Meyer・Storythella・Adam Wolf
  - 日本テレビ系列『それって!?実際どうなの課』1月度エンディングテーマ
3. Coloring Book [3:29]
作詞：YVES&ADAMS、作曲：STEVEN LEE・FAST LANE

DVD
1. Hunter -Music Video-
2. Rollah Coaster -Music Video-
3. Rollah Coaster -Live Video-
4. Coloring Book -Live Video-

### CD ONLY
CD
1. Hunter
2. Rollah Coaster - Re Recorded -
3. Coloring Book